# دوري البلطيق لكرة السلة 2012–13
دوري البلطيق لكرة السلة 2012–13 هو الموسم 9 من  دوري البلطيق لكرة السلة. أشرف على تنظيمه اتحاد الدوريات الأوروبية لكرة السلة ‏، وكان عدد الأندية المشاركة فيه  23، وفاز فيه نادي فينتسبيلس لكرة السلة.